# 六郷政殷
六郷 政殷（ろくごう まさただ）は、江戸時代後期の大名。出羽国本荘藩の第10代藩主。官位は従五位下・伊賀守、佐渡守、筑前守。

## 略歴
文政11年（1828年）、第9代藩主・六郷政恒の次男として誕生した。母は側室。正室は岡部長和の養女・賀子（貞寿院、岡部長慎の娘）。
文政13年（1830年）2月24日、六郷氏の分家で家臣の六郷主水の養子となった。天保10年（1839年）3月18日、本家を継ぐはずだった長兄が早世したため、本家に戻された。天保12年（1841年）4月18日、政恒の嫡子になった。同年8月15日、12代将軍・徳川家慶に拝謁した。同年12月13日、従五位下・伊賀守に叙任された。後に佐渡守、筑前守に改めている。弘化5年（1848年）2月22日、政恒の隠居により家督を相続した。
嘉永4年（1851年）3月13日に城下町で大火が起こったため、藩民の救済に努めるなどしたが、それらの出費もさらにのしかかり、本荘藩の藩財政は相変わらず苦しかった。
文久元年（1861年）3月14日、死去。享年34。跡を長男の政鑑が継いだ。

## 系譜
父母
- 六郷政恒（父）
- 六郷主水（養父）

正室
- 賀子、貞寿院 - 岡部長和の養女、岡部長慎の娘

子女
- 六郷政鑑（長男） 生母は賀子